# Rheda-Wiedenbrück
Rheda-Wiedenbrück är en stad i västra Tyskland, belägen i Kreis Gütersloh, Regierungsbezirk Detmold i förbundslandet Nordrhein-Westfalen. Stadskommunen har cirka 50 000 invånare.
Staden bildades 1970 genom en kommunsammanslagning av städerna Rheda och Wiedenbrück samt landskommunerna Batenhorst, Lintel, St. Vit och Nordrheda-Ems.

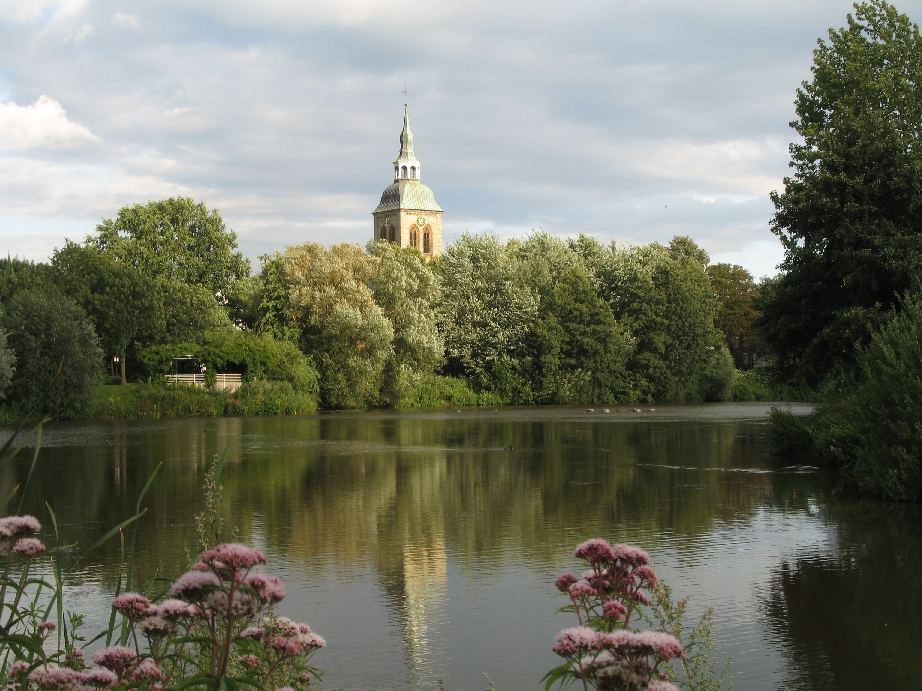
Vy över Emssee mot S:t Aegidiuskyrkan.

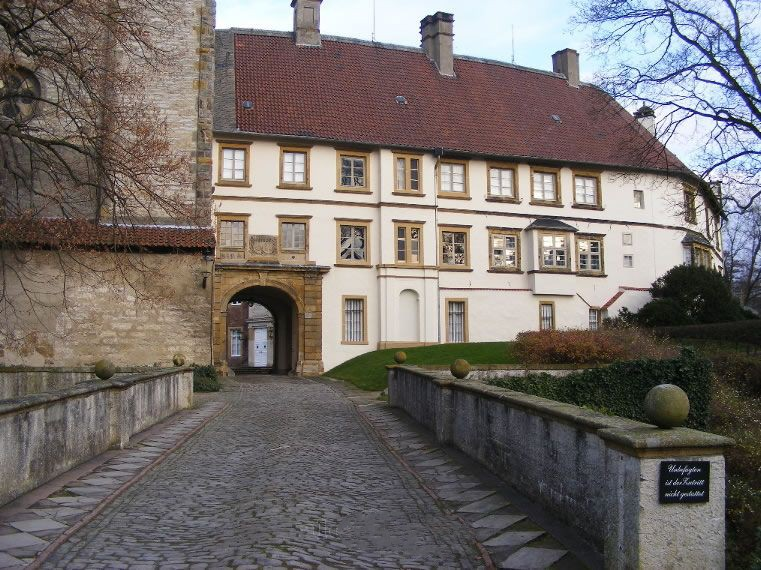
Rhedas slott.